# توني برينتون
توني برينتون (بالإنجليزية: Tony Brenton)‏ هو دبلوماسي بريطاني، ولد في 1950.